# Церква Різдва Пресвятої Богородиці (Затишне)
Церква Різдва Пресвятої Богородиці в Затишному — парафія і храм греко-католицької громади Коропецького деканату Бучацької єпархії Української греко-католицької церкви в селі Затишне Чортківського району Тернопільської области.

## Історія церкви
Село Грабок, утворене з хуторів Вербка та Грабок, вперше згадується у 1861 році.
До 1989 року в селі не було власної церкви, і громада належала до греко-католицької парафії села Лядське, відвідуючи богослужіння в сусідніх селах. У 1989 році, маючи сильне бажання мати свій храм, жителі села за власні кошти збудували церкву на честь Різдва Пресвятої Богородиці. Богослужіння в ній проводять і досі, хоча її ще не освятив єпископ. З самого початку парафія була греко-католицькою.
23 лютого 2014 року на парафії відбулася канонічна єпископська візитація, яку здійснив архиєпископ Бучацької єпархії владика Димитрій Григорак. При парафії діє біблійний гурток.

## Парохи
- о. Ярослав Павлик (1989—1994),
- о. Микола Малярчук (1994—2000),
- о. Михайло Бойчук (2000—2006),
- о. Володимир Калабішко (2006—2009),
- о. Михайло Мохнатий (з 2009).